# Yosse bar Zevida
Rabbi Yosse bar Zevida (hébreu : רבי יוסי בר זבידא) est un docteur du Talmud galiléen des quatrième et cinquième générations. Souvent cité dans le Talmud de Babylone pour ses controverses avec Rabbi Yosse Berabbi Boun, il n’apparaît jamais sous ce nom dans le Talmud de Jérusalem qui recueille pourtant les dits des rabbins de la terre d’Israël. Cette anomalie a conduit Zacharias Frankel et Aharon Heyman à l’identifier au Rabbi Yosse qui apparaît dans ce Talmud et dans le Midrash. Il serait, le cas échéant, un cohen et aurait perdu plusieurs fils. On ne connaît ni le nom de sa femme, ni sa date de décès.

## Source
- (he) Aharon Heyman, « R' Yosse », dans Toldot Tannaʾim vaʾAmoraʾim, Londres, 1910 (lire en ligne), p. 713-717